# Agios Georgios, Limassol
Ágios Geórgios är en ort i Cypern.   Den ligger i distriktet Eparchía Lemesoú, i den centrala delen av landet, 60 km sydväst om huvudstaden Nicosia. Ágios Geórgios ligger 749 meter över havet och antalet invånare är 137. Den ligger på ön Cypern.
Terrängen runt Ágios Geórgios är kuperad.Trakten runt Ágios Geórgios är ganska tätbefolkad, med 230 invånare per kvadratkilometer. Närmaste större samhälle är Limassol, 19,3 km sydost om Ágios Geórgios. Trakten runt Ágios Geórgios är i huvudsak ett öppet busklandskap.
Medelhavsklimat råder i trakten. Årsmedeltemperaturen i trakten är 21 °C. Den varmaste månaden är juli, då medeltemperaturen är 33 °C, och den kallaste är januari, med 11 °C. Genomsnittlig årsnederbörd är 572 millimeter. Den regnigaste månaden är januari, med i genomsnitt 123 mm nederbörd, och den torraste är augusti, med 2 mm nederbörd.